# Holotrichia philippinica
Holotrichia philippinica är en skalbaggsart som beskrevs av Brenske 1892. Holotrichia philippinica ingår i släktet Holotrichia och familjen Melolonthidae. Inga underarter finns listade i Catalogue of Life.